# Прелука (Скаришоара)
Прелука (рум. Prelucă) насеље је у Румунији у округу Алба у општини Скаришоара. Општина се налази на надморској висини од 1187 m.

## Становништво
Према подацима из 2002. године у насељу је живело 92 становника, од којих су сви румунске националности.